# Tatiànovski Kordon
Tatiànovski Kordon (en rus: Татьяновский Кордон) és un poble de l'óblast d'Omsk, a Rússia, que en el cens del 2010 tenia 3 habitants. Pertany al districte rural de Mariànovka.